# 前田克樹
前田 克樹（まえだ かつき）は、日本のソングライター、編曲家、音楽プロデューサー。
東京都国立市出身。国立市立国立第一中学校、東京都立日野台高等学校、青山学院大学卒業。
1987年より活動を開始する。
永井真理子・酒井法子・浅香唯など女性歌手、アイドルを始めとして、アニメソングへの楽曲提供が多いことで知られる。
かとうれいことの音楽ユニット、Baby,It's Youのメンバーである。

## 来歴
- 高校時代、バンド『ザ・びわほーしズ』を組み、ドラムを担当していた。当時のステージネームは『前田"スネーク"克樹』であった。
- 大学在学中、のちのシンガーソングライター・永井真理子とバンド活動を共にしていた。永井のデビュー後も多くの楽曲を提供する。
- 1987年、作詞家・作曲家としてのキャリアをスタートする。以降、様々な歌手に楽曲を提供する。
- 1998年、かとうれいこ（Reiko）と音楽ユニット『Baby,It's You』を結成する。楽曲制作だけでなく、ギター、コーラスを担当して、アーティスト活動をスタートした。
- 2001年、Reikoの結婚により、Baby,It's Youの活動を停止する。以降は、主に音楽プロデューサーとして活動する。
- 2006年、μ-a（ミューア）の2ndアルバム『after 7』の全9曲のうち8曲を提供する。ミューアが作詞し、前田は作曲・編曲のほか、楽器演奏とコンピュータープログラミング、コーラスで参加している。
- 2011年、5年ぶりにμ-aのアルバム『パ・ズ・ル』をプロデュースする。全4曲を提供し、編曲、すべての楽器演奏を行っている。
- 2014年、同年4月よりテレビアニメ（テレビ東京系列で放映）『マジンボーン』の劇伴音楽を担当。

## ディスコグラフィー

### 『Baby,It's You』
シングル
- 風のうた（1998年5月21日発売、バップ）

### 『マジンボーン』
アルバム
- マジンボーン オリジナル・サウンドトラック1（2014年10月8日、ティームエンタテインメント）
- マジンボーン オリジナル・サウンドトラック2（2015年4月1日、ティームエンタテインメント）

## 楽曲提供したアーティスト・作品

### あ行
- 浅香唯　「Dawn Dawn」「約束」「Somebody Loves Me」「Don't Tell Her About Me」
- 市川陽子　「VOICE OF GAIA」「Stay With You〜星のように〜」「さよならは雨に消えて」「タイフーンにお願い」「夢の約束」

### か行
- 葛山信吾　「死にたいほど生きてる」
- かとうれいこ　「J.F.ケネディのように」
- 川上きらら（うさぎのみみっく!!）　「赤いキリン」「確かなヒカリ」「戸惑いのモラトリアム」
- 菅野美穂　「涙は隠さないで」
- 久宝留理子　「SHINING HEART」
- 河原亜依　「DREAM」「I wanna be your girlfriend」
- 菊池健一郎　「SIMPLE」
- GWINKO　「Blue Sky」
- 國府田マリ子　「僕らのステキ」「サンクチュアリ」
- 近藤名奈　「サラダ通りで会いましょう」「この青空に誓うよ」

### さ行
- 酒井法子　「さよならを過ぎて」
- C.C.ガールズ　「Word」「Velvet Love」「わたしの下で羊を数えて」
- 桜井幸子　「隣にいるから」
- 曽根由希江　「darlin'」（共作）「まだ…」（共作）「風のエール」（共作）「Happy song」（共作）

### た行
- 高橋由美子　「Miss Tarzan」「あと5分」「プレパラシオン」
- 東京パフォーマンスドール　「夢を」
- 高杢禎彦　「男に生まれて」
- 寺尾友美　「キミの夢の味方」「神様がくれた Lonely Heart」

### な行
- 永井真理子　「ときめくハートビート」「One Step Closer」「Donnani」「心が風邪をひいた」「3D Nightへおいで」「Mariko」「黄昏のストレイシープ」「Step Step Step」「少年」「Ready Steady Go!」「今日こそは心を着替えて」「Lonelyクリスマス」「23才」「Way Out」「さよならの翼」「EVERYTHING」「ワイルドで行こう」「愛こそみんなの仕事」「私の中の勇気」「こんな人生もありよ」
- 中里あき子　「よく晴れた日曜の朝」
- 中森明菜　「こんなにも…」
- 新山ひな（うさぎのみみっく!!）　「綿菓子と十字架」「生意気★寄りの溜息」
- 野澤恵　「遅れてきた勇者たち」「歌ってNambo!〜ぼくらの原っぱで」「さわらぬ恋にたたりなし」「じんせい」
- 内藤やす子　「あなたがいれば」
- 西尾夕紀「とりあえずビール〜I feel happy with a Beer〜」

### は行
- 細川直美　「Love Songがいっぱい!」
- FES☆TIVE 「夢花火」

### ま行
- マルシア　「さよならの雨」
- 三浦理恵子　「戻らない季節」
- 南青山少女歌劇団　「自由にいきてゆきたい」「START」
- μ-a（ミューア）「Kaleidoscope」「Simple Life」「Change Your Life」「Stray Heart」「君がくれたもの」「蒼い楽園」「Let it go!」「Season of Eternity」「風のメロディー」「月の涙」「パズル」「くるり☆からり」「ノスタルジック・ロード」「光〜circle of love〜」
- Melody　「I Say "Yes"」
- 持田真樹　「Afternoon Tea」
- 森口博子　「遊ばなくっちゃくるっちゃう」

### や行
- 山本リンダ　「はしたないお姫さまは」
- 高嶋ちさ子 12人のヴァイオリニスト　「ココロノパズル（feat.佐藤竹善）」「a girl（feat.小柳ゆき）」「僕を呼ぶ声（feat.池田聡）」
- 吉成圭子　「明日への勇気」「君だけの道」

### ら行
- Rev. from DVL　「愛しい剣」

### アニメ・声優関連
- 石川ひとみ　「キミらしいまま（Pa-Pa-Paザ☆ムービー パーマン）」「世界中が宝物（ぐるぐるタウンはなまるくん）」
- 大谷育江　「ガンバレ男の子（コボちゃん）」
- 春日野うらら　「ツインテールの魔法（Yes!プリキュア5GoGo!）」
- 川澄綾子「Yell（To Heart）」
- KENN with The NaB's　「Wake Up Your Heart（遊戯王デュエルモンスターズGX）」
- 國府田マリ子　「僕らのステキ」
- W's　「Dance Revolution」「Bless My Stars」
- 堀江美都子　「電光超特急ヒカリアン（電光超特急ヒカリアン）」
- 水木一郎　「道（獣拳戦隊ゲキレンジャー）」
- 水野愛日　「White Wish」「Bookend」「Message for me」「愛のほんと」
- 三石琴乃　「あきれかえるほど」「痛い目にあいたい」
- ゆかな（野上ゆかな）　「Honesty」「思いの果て」「溺れる魚」「Wandering」
- 横山智佐　「ぼくはもっとパイオニア」
- loop　「風のつばさ（クラッシュギアNitro）」
- 高橋秀幸　「Go ahead!（探検ドリランド -1000年の真宝-）」